# Green Arrow (Arrow)
Green Arrow es el primer episodio y estreno de la cuarta temporada y septuagésimo episodio a lo largo de la serie de televisión estadounidense de drama y ciencia ficción, Arrow. El episodio fue escrito por Marc Guggenheim y Wendy Mericle, basados en la historia de Greg Berlanti & Beth Schwartz y dirigido por Thor Freudenthal. Fue estrenado el 7 de octubre de 2015 en Estados Unidos por la cadena The CW.

## Elenco
- Stephen Amell como Oliver Queen/Flecha Verde.
- Katie Cassidy como Laurel Lance/Canario Negro.
- David Ramsey como John Diggle.
- Willa Holland como Thea Queen/Speedy.
- Emily Bett Rickards como Felicity Smoak.
- Neal McDonough como Damien Darhk.
- John Barrowman como Malcolm Merlyn/Arquero Oscuro (crédito solamente).
- Paul Blackthorne como el capitán Quentin Lance.

## Continuidad
- Este episodio es el estreno de la cuarta temporada de la serie.
- El episodio marca la primera aparición de Damien Darhk.
- Amanda Waller fue vista anteriormente en Broken Arrow.
- Lyla Michaels fue vista anteriormente en Al Sah-him.
- Ciudad Starling es renombrada como Ciudad Star en honor a Ray Palmer, quien se cree ha fallecido.

- En My Name is Oliver Queen, Ray es expuesto a una explosión derivada de su traje de A.T.O.M.

- Damien Darhk asesina a los directivos de la ciudad y planea un ataque en la inauguración de la estación de tren de la ciudad.
- Laurel y Thea van en busca de Oliver para que vuelva a Ciudad Star para ayudar al equipo a detener al Fantasma.

- Más tarde, se revela que el Fantasma es Damien Darhk.

- Se revela que Lance está trabajando con Darhk.
- Oliver se hace llamar ahora Flecha Verde, ya que intenta ser un símbolo de esperanza para los habitantes de Ciudad Star.
- Se revela que alguien cercano a Oliver y Barry muere seis meses después de los acontecimientos de este episodio.